# Otto II van Lüneburg
Otto II van Brunswijk-Lüneburg bijgenaamd de Strenge (circa 1266 - 10 april 1330) was van 1277 tot aan zijn dood hertog van Brunswijk-Lüneburg. Hij behoorde tot het huis Welfen.

## Levensloop
Otto was de zoon van hertog Johan I van Brunswijk-Lüneburg en diens echtgenote, hertogin Liutgard van Holstein. 
In 1277 overleed zijn vader, waarna Otto II het hertogdom Brunswijk-Lüneburg erfde. Omdat hij toen nog minderjarig was, werd hij onder het regentschap geplaatst van zijn oom, hertog Albrecht I van Brunswijk-Wolfenbüttel. Nadat zijn oom in 1279 stierf, werd bisschop Koenraad I van Verden de nieuwe regent. 
In 1282 werd Otto volwassen verklaard en begon hij zelfstandig te regeren. Zijn regering werd gekenmerkt met grens- en eigenaarsconflicten met zijn buurlanden en vele vetes met de landadel. Ook verstrengde Otto II de rechten van de ridders en beveiligde hij de openbare orde in zijn hertogdom. Bovendien gaf hij de steden Harburg, Dahlenburg en Celle stadsrechten en kocht hij in 1302 het graafschap Wölpe voor 6.500 zilvermarken.
Bij de Rooms-Duitse koningsverkiezing van 1313 ondersteunde Otto met succes de kandidatuur van zijn schoonbroer, hertog Lodewijk IV van Beieren, en in 1315 kreeg hij als dank hiervoor enkele keizerlijke domeinen in leen toegewezen. Op 28 november 1315 voerde Otto II een opvolgingswet in waarbij hij bepaalde dat zijn zonen Otto III en Willem zijn hertogdom gezamenlijk zouden erven.  
In 1330 stierf Otto II. Hij werd bijgezet in het Sint-Michaëlklooster van Lüneburg, dat hij zelf had opgericht.

## Huwelijk en nakomelingen
In 1288 huwde Otto II met Mathilde van Beieren (overleden in 1319), dochter van hertog Lodewijk II van Beieren. Ze kregen volgende kinderen:
- Johan (overleden in 1324), apostolisch administrator van het aartsbisdom Bremen
- Otto III (1296-1352), hertog van Brunswijk-Lüneburg
- Lodewijk (overleden in 1346), bisschop van Minden
- Willem (1300-1369), hertog van Brunswijk-Lüneburg
- Mathilde (overleden in 1316), huwde rond 1308 met vorst Nicolaas II van Werle